# Pilica
Pilica je řeka v jižním Polsku, která protéká Mazovským, Lodžským a Slezským vojvodstvím. Je dlouhá 342 km. Povodí má rozlohu 9 244 km².

## Průběh toku
Pramení na Krakovsko-čenstochovské juře (Wyżyna Krakowsko-Częstochowska) na území města Pilica. Řeka teče převážně po rovině. Ústí zleva do Visly.

### Nejvýznamnější přítoky
- zleva – Krztynia, Luciąża, Wolbórka aj.
- zprava – Czarna Włoszczowska, Drzewiczka aj.

## Vodní režim
Průměrný průtok vody v ústí činí přibližně 40 m³/s. Nejvyšší průtok je na jaře.

## Využití
Vodní doprava je možná od města Tomaszów Mazowiecki.

### Osídlení
Na řece leží města Tomaszów Mazowiecki, Pilica, Nowe Miasto nad Pilicą, Sulejów, Szczekociny, Koniecpol, Przedbórz, Żarnowiec, Spała, Inowłódz, Białobrzegi a Warka.